# レンフェ597系気動車
レンフェ597系気動車（レンフェ597けいきどうしゃ）は、かつてスペインの国有鉄道であるレンフェが所有していた気動車。都市間列車向けに製造され、「スペインの高速列車」を意味する「TER（Tren Español Rápido）」という愛称を有していた。

## 概要
1960年代初頭、スペインの国有鉄道であるレンフェは、気動車の運用拡充を目的に30編成の列車を導入する事を決定し、入札を経てスペインのCAFとMMC、イタリアのフィアットへ向けて発注を実施した。これらの車両はレンフェの要望により、快適性の向上に加え、分割併合が可能な設計が取り入れられる事となった。これらを基に開発・製造が行われたのが597系気動車である。
「M車」と「Rc車」による2両編成（M + Rc）を最小単位に、これら背中合わせに連結した4両編成（M + Rc + Rc + M）を始めとした編成による営業運転が実施された。連結器はシャルフェンベルク式自動連結器が用いられたが、それに伴い既存の車両との連結は出来なかった。「M車」と「Rc車」の主要諸元は以下の通り。
- M車 - 運転室、荷物室、トイレ、72人分の2等座席を設置する動力車。ディーゼルエンジンはスイス・ザウラー製のものが採用され、水平式と言う利点を活かし床下に設置された。油圧式変速機はOM製のものが使われた。
- Rc車 - 運転室に加え、カフェテリア、56人分の1等座席、トイレを有する制御車。前面には貫通扉が設置されており、連結運転時は内蔵された幌により「Rc車」との往来が可能であった。

製造企業については、最初の8編成がフィアットがイタリアのトリノに有する工場で生産が行われた一方、台車はCAFとMMCが生産し、以降の22編成についてはディーゼルエンジンや変速機を除きCAFとMMCが最終組み立てまで実施した。
1964年に最初の車両がスペインに到着し、翌1965年1月10日のマドリッド- ヒホン間を皮切りにスペイン各地で営業運転を開始した。当初は「高速気動車列車」を意味する「TAR（Tren Automotor Rápido）」と呼ばれていたが、後年に「TER」へ改められた。また、当初は「9700番台（9701 - 9760）」の車両番号が与えられていたが、1971年以降は国際鉄道連合の基準に合わせた番号への変更が実施された。その後、1970年代からは各路線の電化の影響で転属が行われたが、以降も主力車両として使用された。そして1991年から1993年にかけては12編成について、アルコイのミロ・レイグ・エ・オベルサ（Miró Reig e Ivelsa）によって近代化工事が施工され、塗装変更に加えてRc車の連結器の交換や1等座席の2等への格下げ、カフェテリアの撤去による16人分の2等座席の設置、M車の荷物室の1等客室（定員10人）の変更が実施された。しかし、老朽化や後継車両への置き換えにより、1995年1月16日、マドリッド - クエンカ間での運行を最後に営業運転を終了した。

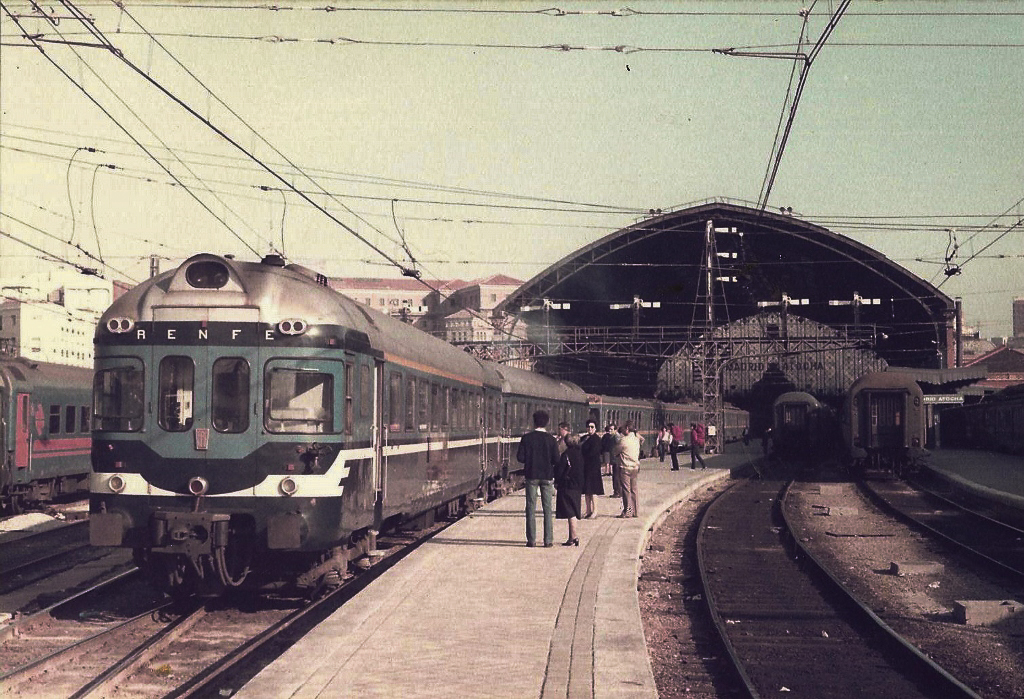
登場時の塗装（1984年撮影）
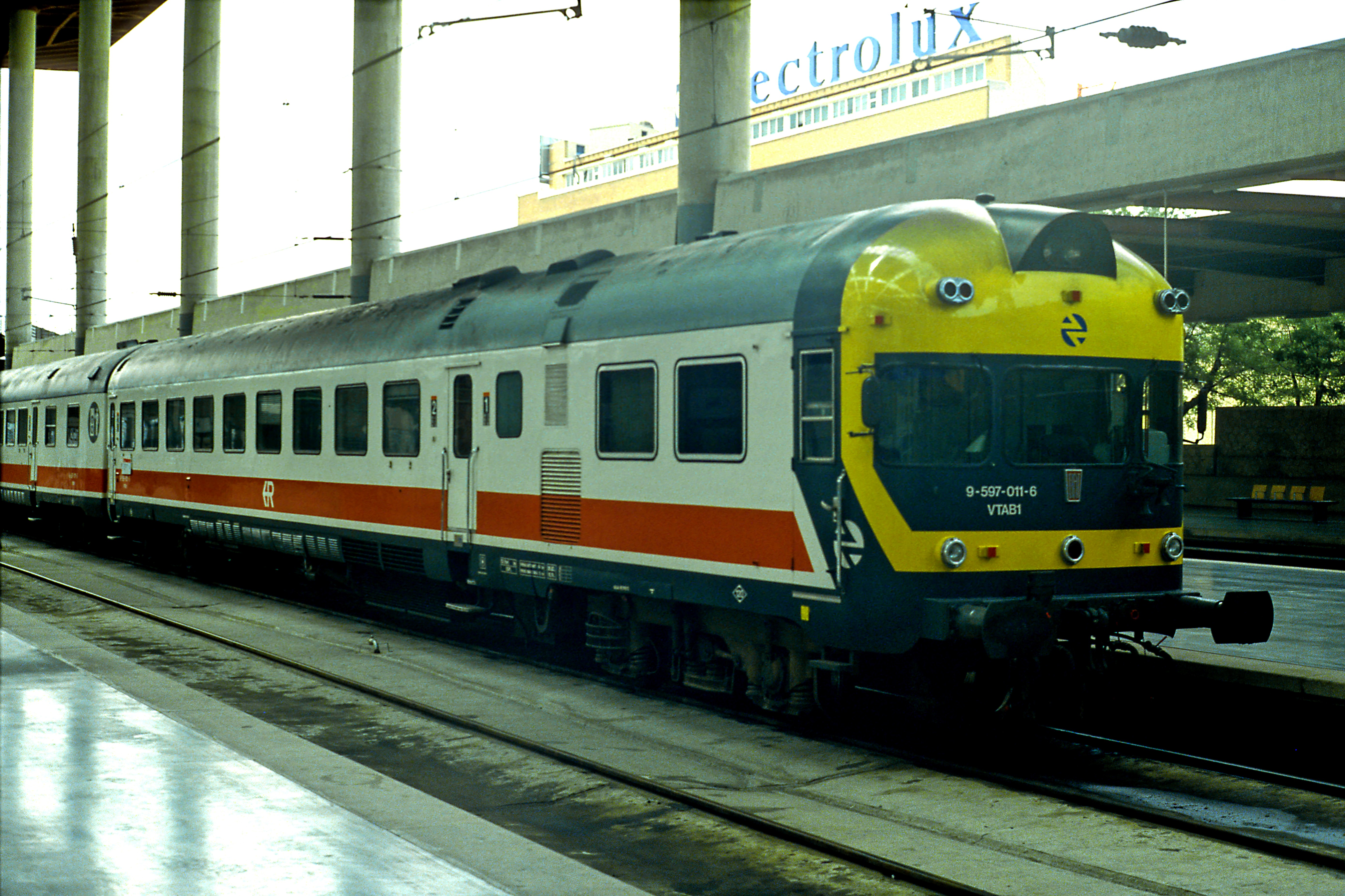
更新工事後の塗装（1993年撮影）

一方、一部車両については1990年代後半以降アルゼンチンのパタゴニア鉄道サービス（Servicios Ferroviarios Patagónico、SEFEPA）へ譲渡され、2000年代初頭まで営業運転に使用された。

## 保存
2025年現在、597系のうち以下の編成がスペイン各地に保存されている。これ以外にも2001年まで1編成（9703→597-003編成）がマラガの車両工場で保管されていたが、改修工事に高額の費用が掛かる事から保存は断念され、後述する9710の修繕へ向けた部品供出のため解体された。また、ビルバオ鉄道友の会により1編成（9736→597-036編成）の動態保存も行われていたが、2014年に起きた火災により焼失した。
- 597-001編成（←9701） - カラタユーの公園に静態保存[8]。
- 597-010編成（←9710） - マドリード鉄道博物館（英語版）に走行可能な状態で保存[5]。

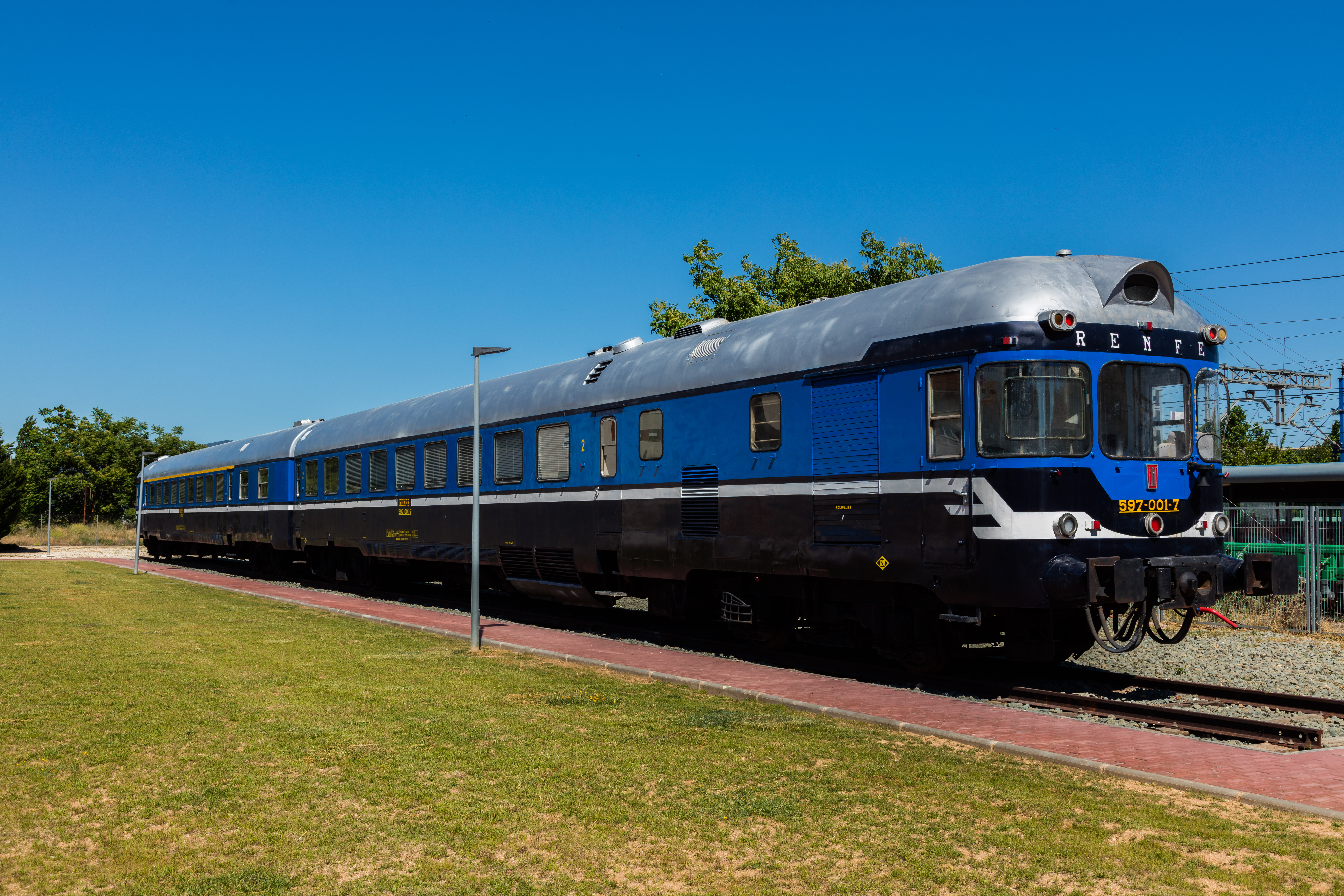
597-001編成（2016年撮影）
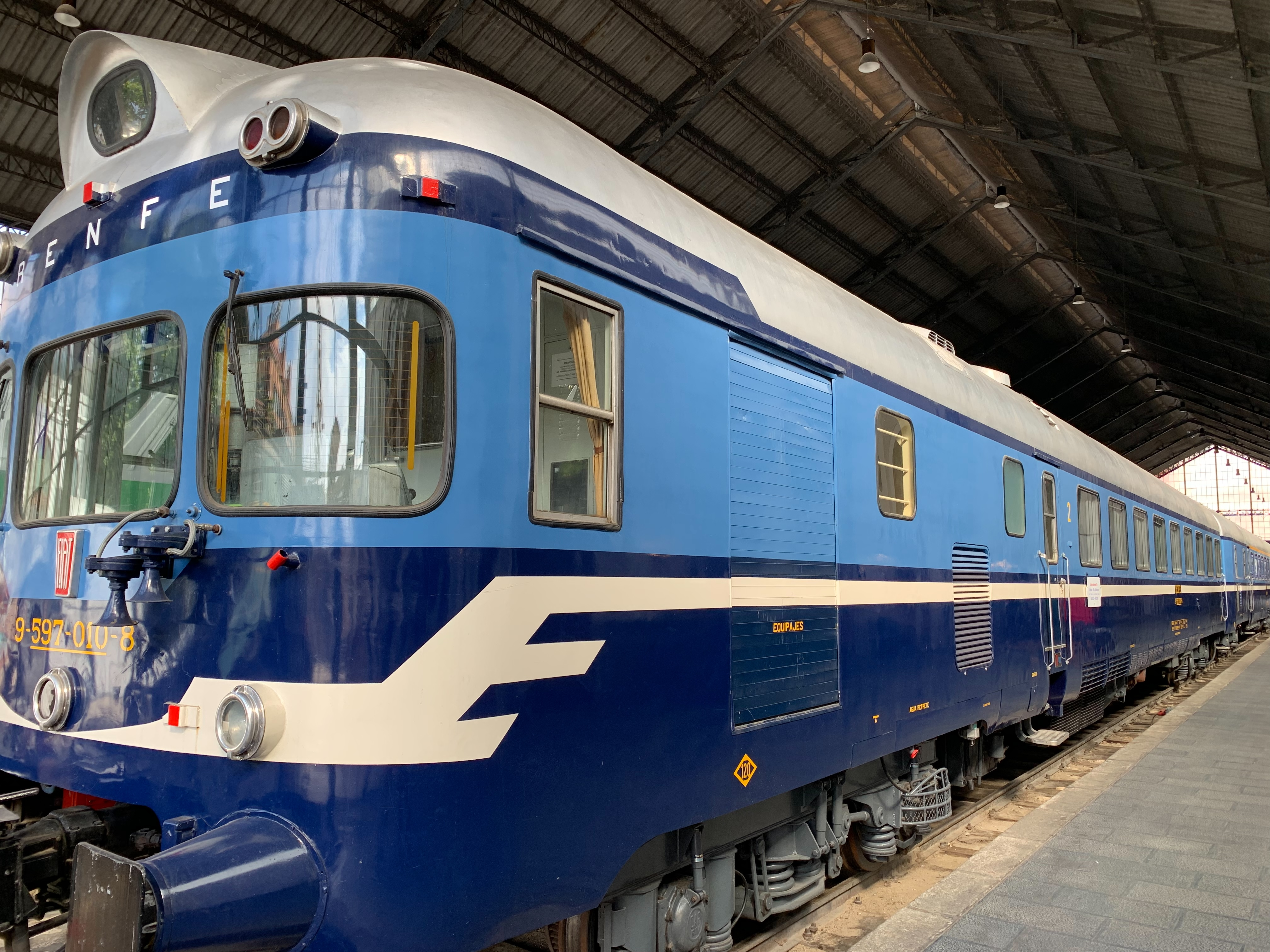
597-010編成（2021年撮影）